# 100ヤード競走
100ヤード競走(ひゃくヤードきょうそう、英語: 100-yard dash)は、100ヤード（91.44メートル）を走るタイムを競う陸上競技のトラック種目で、短距離走に分類される。現在は主要大会において実施されることのない種目で、世界記録・日本記録の公認対象外種目。

## 概要
- 近代陸上競技が普及した18世紀は、メートル・マイル制を採用している欧米を中心に競技大会が行われていたため、100メートル競走よりも100ヤード競走が一般的だった[1]。しかし、フランスの意見を取り入れ、第1回アテネオリンピックでメートル制が採用されると[2]、その後は100メートル競走が一般的となった。それでもイギリスやアメリカなどでは依然として100ヤード競走を国内選手権などで実施していたが、英国選手権は1968年（女子は1967年）[3][4]、全米選手権は1974年（男子は1973年）を最後に実施されなくなった[5][6]。その後、国際陸上競技連盟は第30回の総会において、1977年以降のヤード制廃止を決定した[7]。
- 100ヤード競走はオリンピックの単独種目として実施されたことはないが、1904年セントルイス大会の混成競技（三種競技と十種競技）では実施されたことがある[8]。また、女子オリンピック大会 (Women's World Games) では第2回大会（1926年）まで実施種目だった[9]。その他の国際大会では、極東選手権競技大会は第6回大会（1923年）まで[10]、コモンウェルスゲームズは第8回大会（1966年）まで[11][12]、それぞれ毎回実施されていた。
- 日本ではメートル制を採用しているので、主要大会において100ヤード競争が実施されたことはほとんどない。1916年の日本選手権は、翌年に東京で開催される第3回極東選手権競技大会の予選を兼ねていたこともあり、メートル制ではなくヤード制で行われたが、この時は100ヤード競走ではなく110ヤード競争が実施された[13][14]。しかし、同年の日本オリンピック大会（大阪毎日新聞社主催）と東西対抗陸上競技大会（大阪朝日新聞社主催）では、極東選手権競技大会に備えて100ヤード競争が実施された[15][16]。

## 主な記録
- タイムの横にある+は100メートル競走の途中計時を意味する

| 記録         | タイム | 風速 | 名前                           | 所属       | 場所         | 日付          | 脚            |
| ------------ | ------ | ---- | ------------------------------ | ---------- | ------------ | ------------- | ------------- |
| 男子世界最高 | 9秒07+ | -0.5 | アサファ・パウエル             | ジャマイカ | オストラヴァ | 2010年5月27日 | [ 17 ] [ 18 ] |
| 女子世界最高 | 9秒91+ | -    | ベロニカ・キャンベル＝ブラウン | ジャマイカ | オストラヴァ | 2011年5月31日 | [ 19 ] [ 18 ] |